# Heartless (Diplo)
Heartless è un singolo del DJ statunitense Diplo, pubblicato il 16 agosto 2019 e realizzato in collaborazione con il cantante statunitense Morgan Wallen.

## Video musicale
Il video musicale è stato diretto da Brandon Dermer e pubblicato su YouTube il 5 settembre 2019.

## Tracce
1. Heartless (featuring Morgan Wallen) – 2:49